# Plimbare pe o stâncă la Pourville
Plimbare pe o stâncă la Pourville este o pictură în ulei pe pânză, realizată în 1882 de pictorul francez Claude Monet. În prezent se află la Art Institute of Chicago. Este o pictură peisagistică ce prezintă două femei pe vârful unei stânci deasupra mării.
Pânza a fost inspirată de un sejur prelungit la Pourville în 1882. Monet s-a stabilit în sat între februarie și mijlocul lunii aprilie, timp în care i-a scris viitoarei sale soții, Alice Hoschedé, „Cât de frumos devine peisajul rural și ce bucurie ar fi ca eu să vă arăt toate colțurile ei încântătoare!" S-au întors în luna iunie a acelui an. Cele două tinere care stau în vârful stâncii pot fi fiicele lui Hoschedé, Marthe și Blanche; s-a sugerat, de asemenea, că persoanele ar fi Alice și Blanche, ambele pictate în aer liber în acel moment.
Diferitele elemente ale picturii sunt unificate prin utilizarea pensulelor; pentru a picta ierburile stâncii, a rochiilor femeilor și a mării îndepărtate, au fost folosite tușe scurte și clare. Un sentiment al mișcării sugerat de caligrafia picturilor a fost o proprietate a operei lui Monet în anii 1880 și este folosită aici pentru a sugera efectul unui vânt de vară asupra personajelor, pământului, apei și norilor care se mișcă pe cer. În timpul procesului de pictare, Monet a redus dimensiunea unui promontoriu stâncos în extrema dreaptă, pentru a echilibra mai bine proporțiile compoziției; cu toate acestea, s-a remarcat și faptul că această stâncă secundară a fost un adaos târziu al pânzei și nu a făcut parte din desenul original. O radiografie a picturii indică faptul că artistul a pictat inițial o a treia persoană în grup, apoi a îndepărtat-o.
Descriind lucrări similare ale artistului, istoricul de artă John House a scris: „Vârfurile sale de stâncă rareori arată o singură întindere de teren. În schimb, există pauze în spațiu; ochiul progresează în profunzime printr-o succesiune de salturi; distanța este exprimată prin planuri care se suprapun reciproc și prin perspectivă atmosferică, mai degrabă decât liniară - prin amortizarea focalizării și a schimbărilor de culoare.” Sentimentul de apropiere este sporit de juxtapunerea stâncii și a mării, de contrastul dintre sol și deschidere.